# Luca Orellano
Luca Nicolás Orellano (Francisco Álvarez, 22 de março de 2000), é um futebolista argentino que atua como ponta-direita. Atualmente joga no Cincinnati, dos Estados Unidos.

## Carreira

### Vélez Sarsfield
Orellano começou sua carreira juvenil em 2009 no Vélez Sarsfield da Primera División. Ele foi transferido para o time principal de Gabriel Heinze durante a temporada 2018-2019, fazendo sua estreia profissional no dia 25 de novembro de 2018 em uma vitória fora de casa por 2–0 contra o Unión Santa Fe.
No dia 13 de março de 2021, Luca marcou seu primeiro gol como profissional, em uma vitória fora de casa por 1–0 sobre o Talleres pela Copa da Liga Argentina.

### Vasco da Gama

#### 2023
O clube carioca e o jogador já haviam se acertado no dia 22 de dezembro de 2022, porém, por problemas de documentação, o jogador só pôde ser anunciado oficialmente no dia 13 de janeiro de 2023
Entretanto, um dia antes do anuncio oficial, um barbeiro do clube vascaíno "anunciou" o jogador ao postar uma foto com o argentino em sua rede social. Na fotografia, Orellano aparecia usando o uniforme de treino do Vasco, pois o jogador já estava treinando com o elenco brasileiro desde o dia 3 de janeiro. Posteriormente, o barbeiro foi proibido de cortar o cabelo dos jogadores.
O contrato do atacante vai até dezembro de 2025. O Vasco pagou 4 milhões de dólares (R$20 Milhões) ao time argentino por 60% de seu passe.
A estreia do argentino aconteceu no dia 2 de fevereiro, quando entrou no decorrer da partida contra o Resende em jogo válido pelo Campeonato Carioca de Futebol de 2023. O time de Luca venceu por 5-0. O jogador só faria mais dois jogos no campeonato estadual, e passou em branco na competição. Luca, ao ser apresentado, apresentou um físico abaixo do esperado para o time. Ele teve de treinar mais para se adaptar às ambições do clube de São Januário. Ele sequer foi relacionado para os jogos de semifinal do carioca e viu seu time ser eliminado diante o Flamengo.
Pela Copa do Brasil de Futebol de 2023, o jogador não esteve em campo na primeira partida contra o Trem Desportivo Clube, mas chegou a atuar na partida seguinte contra o ABC. No jogo, ele entrou na reta final da partida e viu os clubes se direcionarem à Disputa por pênaltis. O argentino errou sua batida e o clube potiguar classificou-se à próxima fase.
Orellano só estreou na segunda rodada do Campeonato Brasileiro de Futebol de 2023 - Série A, mas atuou por apenas 1 minuto no empate do Vasco diante o Palmeiras. Atuando em São Januário, ele fez sua maior minutagem até então - jogou 30 minutos contra o Bahia. Mas o time da casa foi derrotado por uma vitória simples dos nordestinos.
Orellano enfrentava muitas dificuldades em se adaptar com o elenco vascaíno e ao país. Ele disputava posição com Gabriel Pec, que fazia um bom começo de temporada (Luca "não se sentia confortável" em atuar em uma posição diferente da Ponta Direita) , além de que o seu físico não conseguia ser bom o suficiente.
Seu primeiro jogo como titular aconteceu no dia 5 de junho de 2023, na 9ª rodada, em clássico contra o Flamengo. O argentino atuou por 45 minutos, mas não conseguiu contribuir com gols na derrota do cruzmaltino por 4-1. O jogador lesionou-se nessa partida em sua coxa e não pôde atuar no jogo seguinte. Na 11ª rodada, o argentino jogou 11 minutos, entrando no segundo tempo, e viu seu time ser derrotado pelo Goiás por 1 a 0. Após essa partida, o treinador Maurício Barbieri foi demitido.
Na sequência, o jogador foi comandado por William Batista, que assumiu o clube interinamente por 3 jogos, tendo ganho somente a partida na qual Luca não entrou em campo. No entanto, após a chegada do treinador argentino Ramon Díaz, o jogador conseguiu fazer sua primeira participação em gols em 7 meses. No dia 29 de julho, na 17ª rodada, Orellano deu uma assistência para Gabriel Pec descontar o placar para o Vasco na derrota dos cariocas por 3-1 contra o Corinthians.
Seu primeiro gol pelo clube cruzmaltino ocorreu no dia 2 de novembro de 2023, na 31ª rodada do Campeonato Brasileiro, na Arena Pantanal, contra o Cuiabá. Ao final dessa partida, Luca fraturou a mão. O Vasco ofereceu a Orellano três opções de tratamento, as alternativas da equipe poderiam fazer o atacante retornar mais rápido aos gramados, no entanto, o jogador escolheu engessar o braço após consulta com um médico argentino. Ele ficou de fora até o final da temporada para tratar de seu machucado.
A equipe terminou a temporada em 15º colocado, escapando do rebaixamento na última rodada.

#### 2024
Após um ano na equipe, Luca estava decidido a deixar o futebol brasileiro no começo de 2024. O atleta recebia sondagens do futebol argentino desde 2023 e pediu para ser negociado. Em janeiro, o Vasco estava pronto para realizar sua pré-temporada no Uruguai, e, por conta da decisão de Orellano de sair da equipe, deixou de relacionar o jogador para as partidas.
Luca ficou com a equipe alternativa do Vasco (treinada por William Batista), que teve diversos jogadores do sub-20 e alguns que também haviam ficado de fora da pré-temporada, e estreou na primeira rodada do Campeonato Carioca dando uma assistência para Manu Capasso abrir o placar na vitória de 2 a 0 para o time em São Januário. Nesse jogo, Orellano foi um dos destaques positivos da partida e a torcida clamou pela permanência do atleta para o decorrer do ano, ainda que ele já tivesse exposto o desejo de sair.
No jogo seguinte, Luca novamente destacou-se no empate em 3 a 3 contra o Sampaio Corrêa-RJ. Em campo, o atacante fizera um gol e deu novamente uma assistência, dessa vez para o centroavante Paixão.
Esse foi o último jogo do atleta com a camisa do time carioca. Ele deixou a equipe com 25 jogos e 2 gols feitos e 3 assistências.

### FC Cincinnati (empréstimo)
Em 4 de Fevereiro de 2024, o Vasco emprestou o atacante para o FC Cincinnati, dos Estados Unidos. O argentino viajou para se apresentar ao novo clube e assinar contrato por um ano. A oficialização do ocorrido se deu no dia 23 do mesmo mês, coincidindo com a numeração que Luca usaria no time norte-americano.